# 鱼儿山镇
鱼儿山镇，是中华人民共和国河北省承德市丰宁满族自治县下辖的一个乡镇级行政单位。

## 行政区划
鱼儿山镇下辖以下地区：
乔家营村、大河东村、同胜永村、岗子村、双井子村、山咀村、头道沟村、东滩村和土城沟村。